# 深紫楼梯草
深紫楼梯草（学名：Elatostema atropurpureum）是荨麻科楼梯草属的植物。分布在越南北部以及中国大陆的云南等地，生长于海拔1,420米的地区，多生长在山谷常绿林下，目前尚未由人工引种栽培。